# Ель-Ронкільйо
Ель-Ронкільйо (ісп. El Ronquillo) — муніципалітет в Іспанії, у складі автономної спільноти Андалусія, у провінції Севілья. Населення — 1432 особи (2010).
Муніципалітет розташований на відстані близько 370 км на південний захід від Мадрида, 40 км на північний захід від Севільї.
На території муніципалітету розташовані такі населені пункти: (дані про населення за 2010 рік)
- Ель-Оюело: 4 особи
- Ла-Ратілья: 6 осіб
- Ель-Ронкільйо: 1383 особи
- Вента-де-Курро-Фаль: 39 осіб

## Демографія
Динаміка населення (INE ):